# Coupe continentale de combiné nordique 2017
Navigation
2015 — 2016 2017 — 2018
La Coupe continentale de combiné nordique 2016 - 2017 est la neuvième édition de la coupe continentale, compétition de combiné nordique organisée annuellement par la fédération internationale de ski. Il s'agit de la compétition internationale de second niveau derrière la Coupe du monde qui est également organisée par la Fédération internationale de ski.
Elle se déroule du 16 décembre 2016 au 12 mars 2017. Seize courses individuelles sont au programme. Elle est remportée, pour la deuxième fois consécutive, par l'Autrichien Martin Fritz. Il devance deux allemands, David Welde et Tobias Simon.

## Organisation de la compétition

### Programme et sites de compétition
La saison devait démarrer aux États-Unis comme lors des années précédentes mais le site de Soldier Hollow a renoncé afin de se préparer à l'organisation des Championnats du monde junior de ski nordique 2017,. La saison s'ouvrira à Klingenthal qui accueille pour la première fois des courses de la coupe continentale. Klingenthal est un lieu récurrent de la Coupe du monde et du Grand Prix d'été. La saison se poursuit à Høydalsmo puis Ruka et Otepää qui est également un nouveau site. La ville estonienne avait accueilli en 2011 les Championnats du monde junior de ski nordique. La saison est ensuite interrompu par les Championnats du monde juniors aux États-Unis. La saison reprend ensuite à Eisenerz en Autriche puis Planica en Slovénie. Les trois dernières courses auront lieu sur un nouveau site en Russie à Nijni Taguil.

### Format des épreuves
Le calendrier ne prévoit que des épreuves individuelles.
Lors d'une course individuelles, les athlètes exécutent premièrement un saut sur un tremplin suivi d’une course de ski de fond de 10 km qui consiste à parcourir quatre boucles de 2,5 km. À la suite du saut, des points sont attribués pour la longueur et le style. Le départ de la course de ski de fond s'effectue selon la méthode Gundersen (1 point = 4 secondes), le coureur occupant la première place du classement de saut s’élance en premier, et les autres s’élancent ensuite dans l’ordre fixé. Le premier skieur à franchir la ligne d’arrivée remporte l’épreuve,,,.
Les trente premiers athlètes à l'arrivée marquent des points suivants la répartition suivante :
| Place  | 1er | 2e | 3e | 4e | 5e | 6e | 7e | 8e | 9e | 10e | 11e | 12e | 13e | 14e | 15e | 16e | 17e | 18e | 19e | 20e | 21e | 22e | 23e | 24e | 25e | 26e | 27e | 28e | 29e | 30e |
| ------ | --- | -- | -- | -- | -- | -- | -- | -- | -- | --- | --- | --- | --- | --- | --- | --- | --- | --- | --- | --- | --- | --- | --- | --- | --- | --- | --- | --- | --- | --- |
| Points | 100 | 80 | 60 | 50 | 45 | 40 | 36 | 32 | 29 | 26  | 24  | 22  | 20  | 18  | 16  | 15  | 14  | 13  | 12  | 11  | 10  | 9   | 8   | 7   | 6   | 5   | 4   | 3   | 2   | 1   |

### Dotation financière
Les sommes suivantes sont versées aux athlètes après chaque course :
| Place                | 1er | 2e  | 3e  | 4e  | 5e  | 6e |
| -------------------- | --- | --- | --- | --- | --- | -- |
| Épreuve individuelle | 500 | 400 | 300 | 150 | 100 | 50 |

## Compétition

### Athlètes qualifiés
Le nombre de participants autorisés par nations est calculé après chaque période (la saison est divisé en quatre périodes) en fonction :
- du FIS World Ranking qui est un indicateur prenant notamment en compte le classement général de la compétition ;
- du classement de la coupe continentale.

Les fédérations ne peuvent engager plus de huit athlètes par course. La nation « à domicile » peut engager quatre athlètes supplémentaires.
Les fédérations peuvent engager les athlètes qu'elles souhaitent du moment qu'ils disposent d'un code FIS.

### Déroulement de la compétition

#### Klingenthal

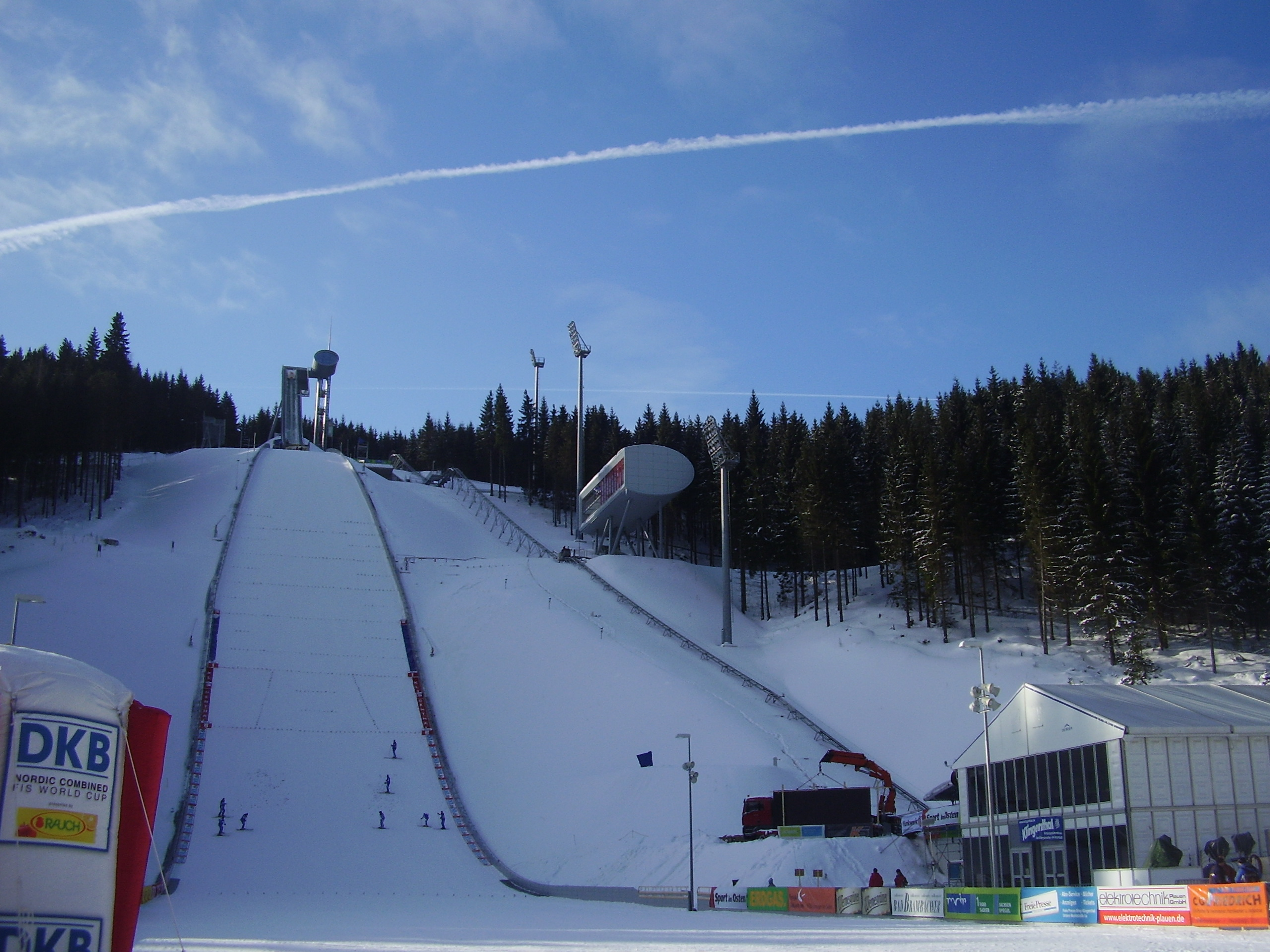
Le tremplin de Klingenthal

En raison des championnats du monde junior de ski nordique 2017 organisé à Park City, le début de saison n'a pas lieu aux États-Unis contrairement aux années passées. Environ 70 athlètes de 16 nations participent aux compétitions de Klingenthal.
Lors de la première course, le 16 décembre 2016, Maximilian Pfordte (de) domine le concours de saut grâce à un saut de 137,5 m. Ce saut lui permet de disposer de 17 s d'avance sur Florian Dagn, 28 s sur le Japonais Go Yamamoto et 58 s sur l'Américain, Ben Berend. Hisaki Nagamine a chuté lors du saut. Lors de la course, Maximilian Pfordte accentue son avance et l'emporte avec près de 17 s sur Go Yamamoto. Il remporte sa première course pour sa première participation à une course de ce niveau. David Welde, 12e après le saut, remonte au 4e rang.
Le lendemain, Tobias Simon domine le concours de saut,. Il a sauté à 129,5 m ce qui permit de disposer de 4 s d'avance sur Go Yamamoto et de 22 s sur Ondrej Pazout,. Lors de la course de fond, Tobias Simon court avec Go Yamamoto puis le lâche et s'impose avec 10 s d'avance,. Thomas Jöbstl, parti en 13e position avec 1 min 11 s remonte jusqu'à la troisième place. Ondrej Pazout termine 4e, son meilleur résultat dans cette compétition.
Lors de la troisième course, Florian Dagn domine le concours de saut avec un saut à 132,5 m ce qui lui octroie 7 s d'avance sur Go Yamamoto. Le Norvégien, Sindre Ure Søtvik est troisième à 32 s grâce à un saut de 128 m. Go Yamamoto l'emporte avec 7 s d'avance sur le jeune Autrichien de 17 ans et 28 s sur le Norvégien,. David Welde termine, comme deux jours plus tôt, 4e. Il échoue à seulement 8 s du podium alors qu'il était parti avec près d'une minute et 30 s de retard. Ben Loomis termine 5e, son deuxième meilleur résultat à ce niveau, lors de cette course après avoir terminé 28e et 8e lors des deux courses précédentes,. Comme lors des deux courses précédentes, aucun polonais ne marquent de points. Hugo Buffard a réalisé le meilleur temps de ski ce qui lui permit de remonter de la 56e à la 30e place. Après le premier week-end de compétition, Go Yamamoto est le leader de la compétition et il compte 260 points.

#### Høydalsmo

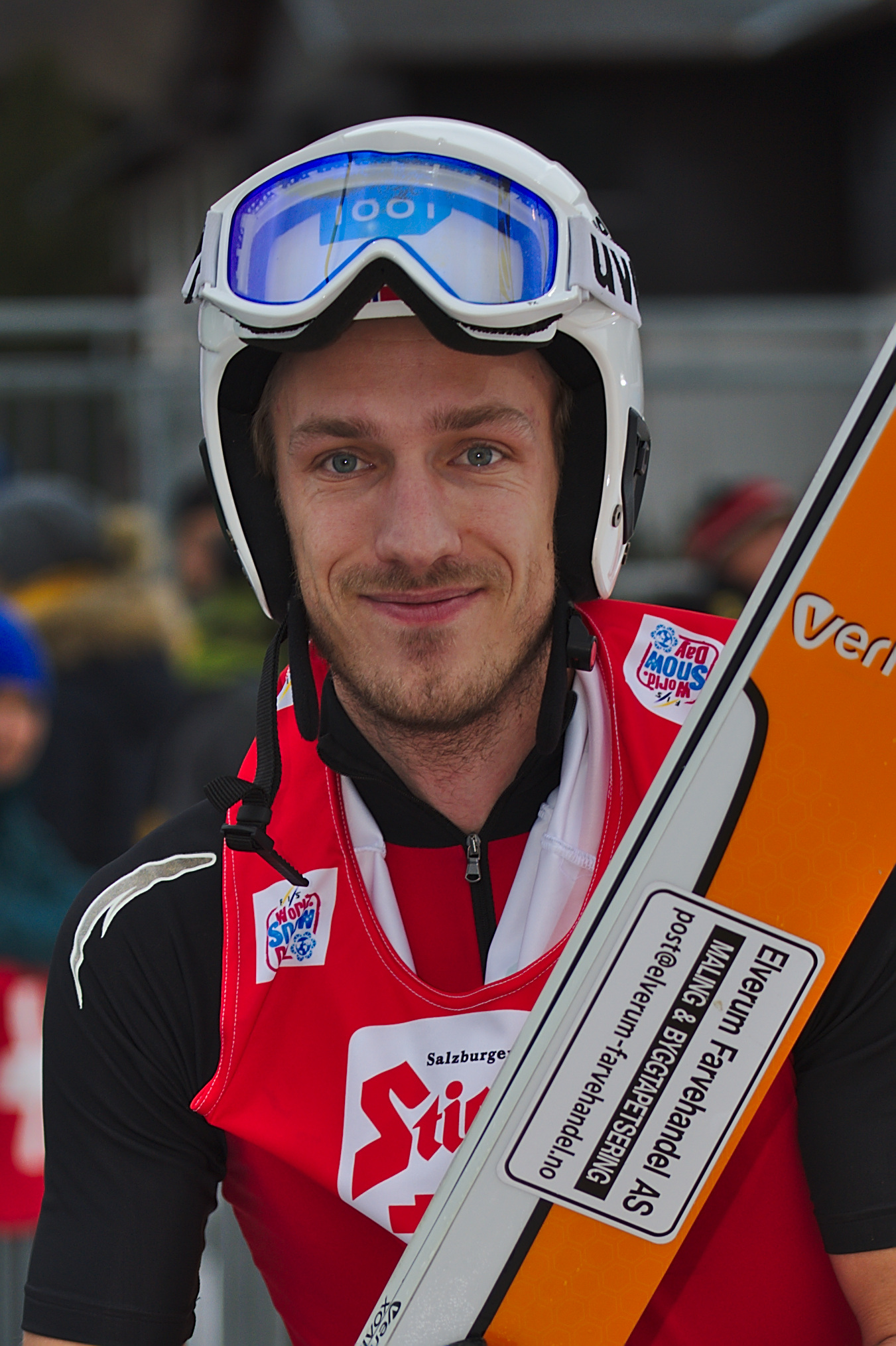
Truls Sønstehagen Johansen réalise deux podiums à Høydalsmo

Le 7 janvier, l'Autrichien Martin Fritz domine le concours de saut grâce à un saut de 88,5 m. Il devance Harald Johnas Riiber de 15 s qui a sauté à 88,5 m et Sindre Ure Søtvik de 17 s. Truls Sønstehagen Johansen est 10e à 48 s. Lors de la course de fond, Martin Fritz mène juste qu'au début du troisième tour d'une course qui en compte cinq. Truls Sønstehagen Johansen l'emporte au sprint devant Lukas Runggaldier et Lukas Greiderer. Martin Fritz termine 4e devant son compatriote Tomaz Druml. Jan Schmid termine 8e.
Le lendemain, les Norvégiens Sindre Ure Søtvik et Jan Schmid dominent le concours de saut. Martin Fritz est 5e, Truls Sønstehagen Johansen, vainqueur la veille, est 13e et Hugo Buffard est 40e avec un saut de 81 m. Lors de la course de fond, Hugo Buffard remonte les concurrents un à un, puis rejoint le groupe de tête dans le dernier tour et s'impose au sprint. Il devance Truls Sønstehagen Johansen d'un dixième de seconde et Martin Fritz. Jan Schmid et Sindre Ure Søtvik terminent respectivement 5e et 6e.
Au classement général de la compétition, Martin Fritz remonte à la deuxième place. Go Yamamoto est toujours en tête mais n'a pas participé aux courses de ce week-end en raison de sa participation à la coupe du monde.

#### Ruka

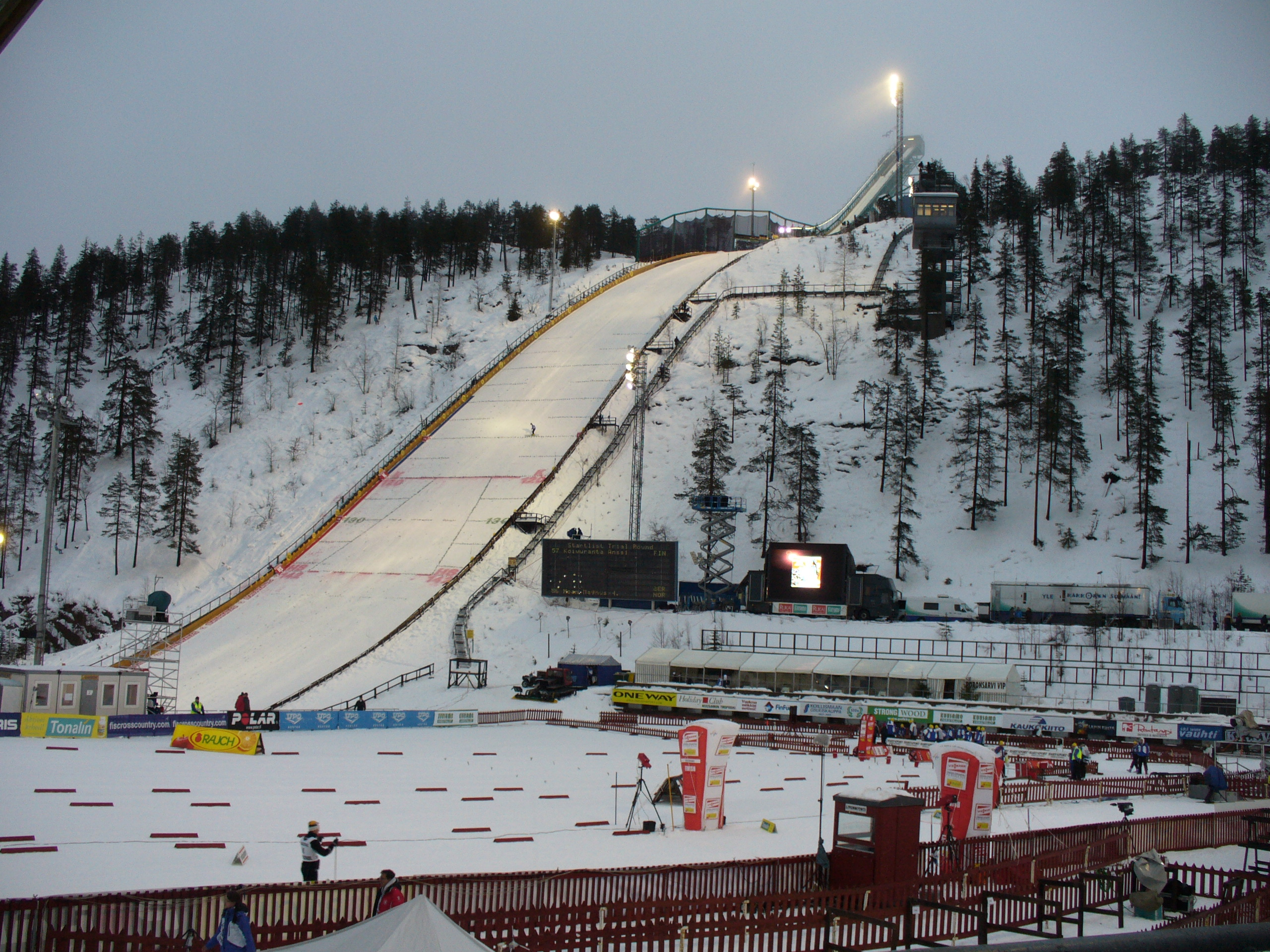
Le tremplin de Ruka.

Initialement prévu le matin du 14 janvier, le concours de saut est décalé l'après-midi en raison des conditions météorologiques. Le concours est dominé par les Norvégiens Harald Johnas Riiber et Sindre Ure Søtvik. Harald Johnas Riiber a sauté à 130 m et dispose de 19 s sur son compatriote qui a sauté à 140,5 m mais dans des conditions de vents plus favorables. L'Allemand, Maximilian Pfordte, est 3e à 22 s du leader. Lors de la course de fond, Lukas Greiderer et Martin Fritz, partis avec 1 min 1 s et 1 min 4 s, font la course ensemble. Ils reviennent sur la tête au cours du deuxième tour. Finalement, Lukas Greiderer s'impose devant Martin Fritz. Harald Lemmerer qui était à 2 min en raison de conditions de vents difficiles lors du saut remonte avec Thomas Jöbstl lors de la course de fond. Harald Lemmerer termine finalement troisième devant trois Norvégiens, Sindre Ure Søtvik, Jan Schmid et Harald Johnas Riiber, et Thomas Jöbstl. Il s'agit donc d'un triplé autrichien.
Le lendemain, le concours de saut ne peut avoir lieu. Le saut de réserve, réalisé vendredi, est par conséquent utilisé. Hisaki Nagamine est en tête grâce à saut de 137 m. Il devance Sindre Ure Søtvik qui s'est posé à 134 m de 32 secondes. Maximilian Pfordte est troisième à 1 min 22 s. Loin après le saut, plusieurs athlètes dont Lukas Greiderer et Fabian Steindl ne prennent pas le départ de la course de fond. Lors de celle-ci, Harald Lemmerer, parti 4e à 1 min 42 s, revient sur le Norvégien Sindre Ure Søtvik et s'impose,. Il est ensuite disqualifié pour avoir gêné le Norvégien lors du sprint,. Les Autrichiens Tomaz Druml et Martin Fritz terminent sur le podium.

#### Otepää

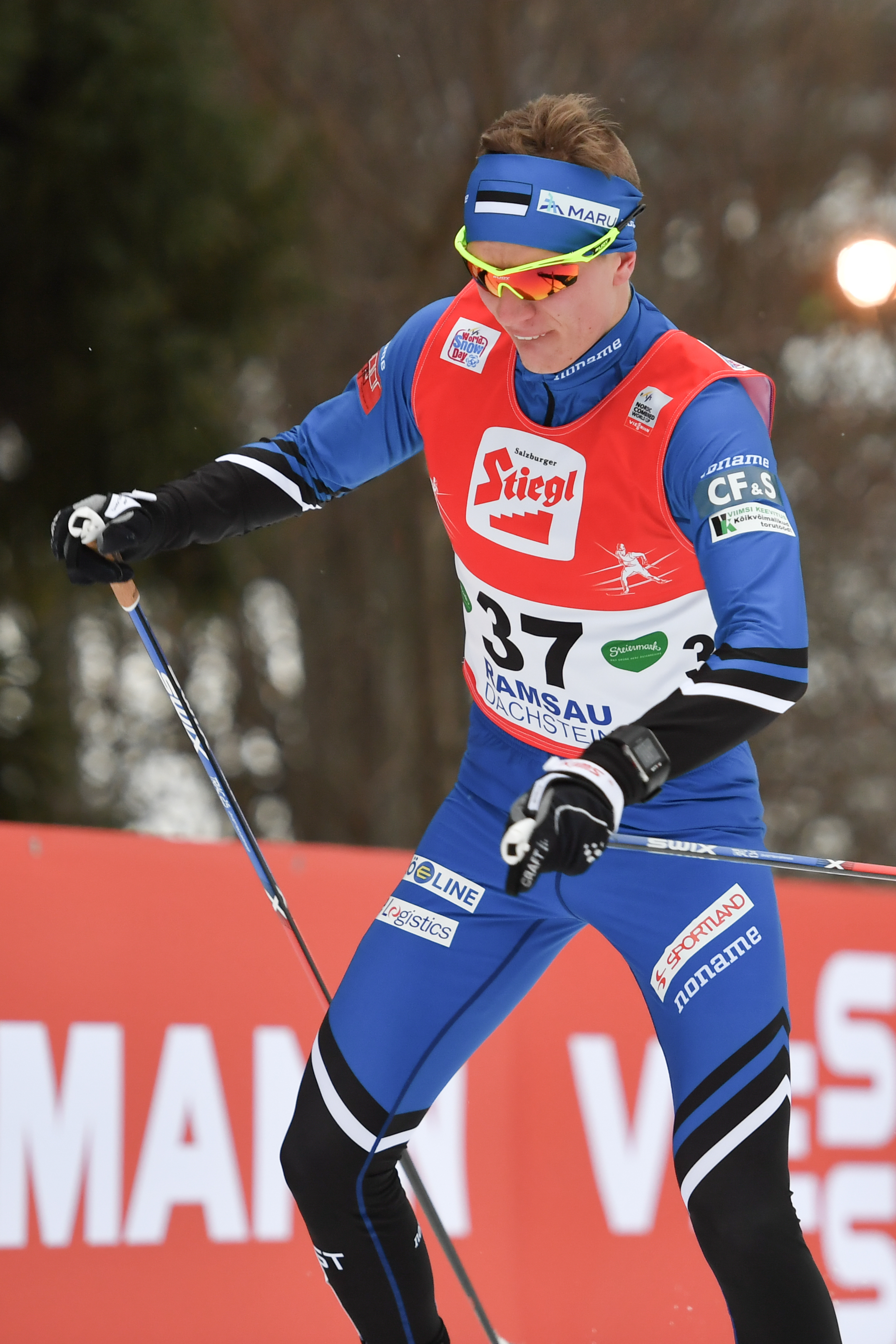
Kristjan Ilves signe deux podiums dont une victoire lors des courses d'Otepää.

Pour la première fois, des épreuves de coupe continentale sont filmées et diffusées en direct sur Internet. Lors du saut, Kristjan Ilves domine le concours sur le Tehvandi (pl). Il réalise le saut le plus long du jour avec 99,5 m. Il devance de 22 s Sindre Ure Søtvik et David Welde de 27 s. Dans la course de fond, David Welde revient sur dans un premiers temps sur Sindre Ure Søtvik avec qui il reste les deux premiers tours. Ensuite, l'Allemand lâche le Norvégien et revient sur Kristjan Ilves. Les deux athlètes font la course en tête jusqu'à l'arrivée. Ilves domine l'allemand au sprint et remporte la course. Derrière eux, Espen Bjørnstad domine le sprint pour la troisième et il devance Truls Sønstehagen Johansen et Lukas Greiderer. Deuxième après le saut, Sindre Ure Søtvik se classe finalement sixième,.
Le lendemain, Hisaki Nagamine domine le concours de saut grâce à un saut de 99 m. Le deuxième, Harald Johnas Riiber, qui a sauté à 93,5 m est relégué à 42 s. Tomaz Druml et Kristjan Ilves sont troisième ex aequo à 46 s. Le leader du classement général de la compétition, Martin Fritz, suit à 4 s du duo. Lors de la course de fond, un groupe de six poursuivants se forment et les athlètes reviennent sur le japonais à la mi-course. Dans le troisième tour, ils ne sont plus quatre en tête : les Autrichiens Tomaz Druml et Martin Fritz, Kristjan Ilves et Harald Johnas Riiber. Dans le dernier tour, les deux Autrichiens tentent de détacher mais Kristjan Ilves parvient à les suivre. Finalement Martin Fritz s'impose au sprint devant Tomaz Druml et Kristjan Ilves qui sont départagés à la photo finish. Harald Johnas Riiber termine 4e devant Ryota Yamamoto.

#### Eisenerz

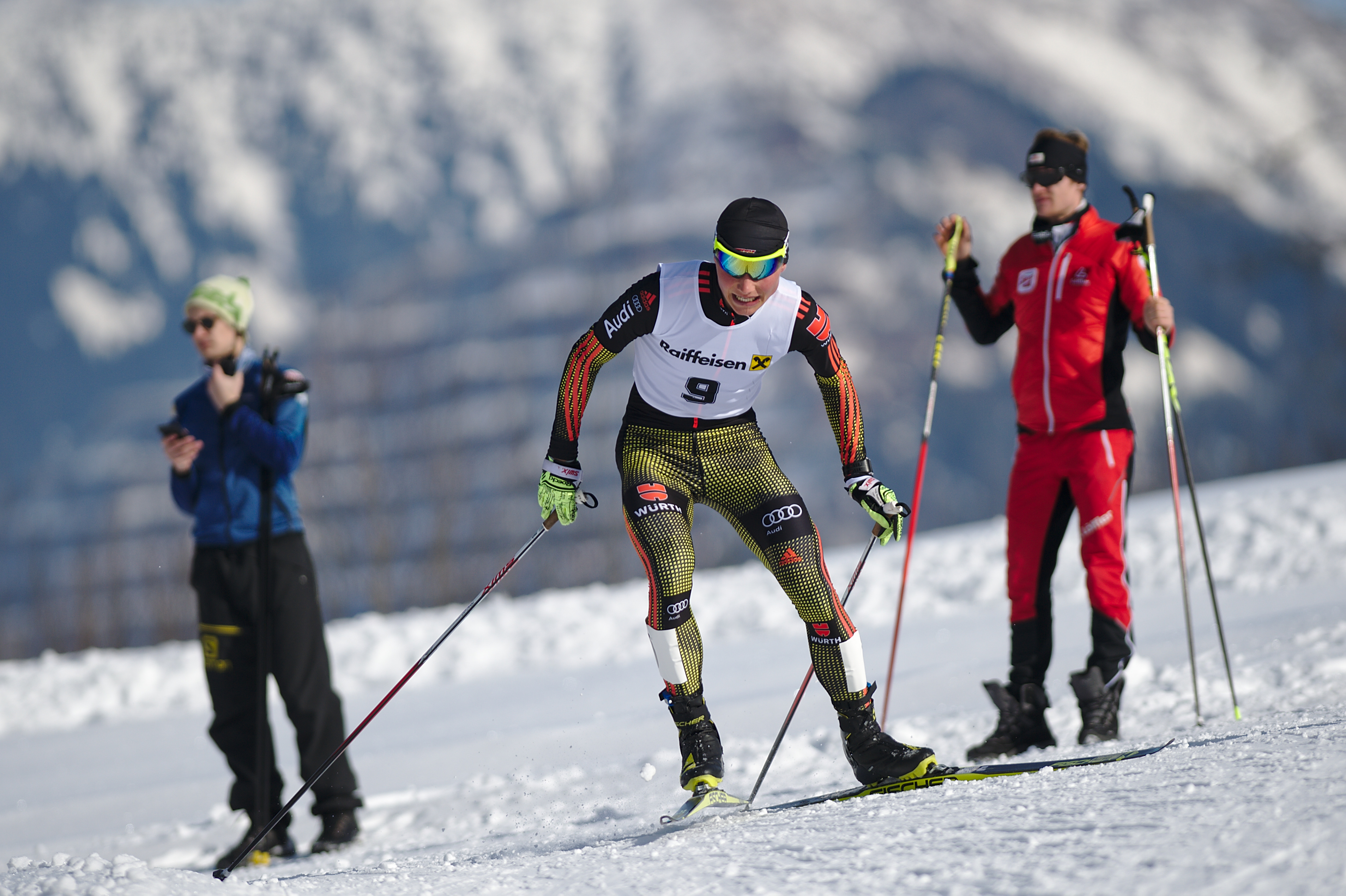
David Welde.

Après une pause à la suite des championnats du monde junior de ski nordique 2017 et à l'universiade d'hiver de 2017, la coupe continentale reprend le 11 février à Eisenerz.
L'Estonien Kristjan Ilves domine le concours de sauts grâce à un saut à 106 m. Il devance l'Autrichien Christian Deuschl de deux points (8 s) et Adam Cieslar qui a sauté à 105 m de 14 s. Le Norvégien, Thomas Kjelbotn est quatrième à 20 s grâce à un saut de 104,5 m. Kristjan Ilves fait la course de fond seul en temps et le 10e temps de ski lui permet de remporter la course. Derrière, Bernhard Flaschberger, parti avec une minute et 24 s de retard, remonte grâce au deuxième temps de ski jusqu'à la deuxième place,. Adam Cieślar qui a remporté trois médailles à l'universiade d'hiver termine troisième. Tomaz Druml termine quatrième devant l'Allemand David Welde et l'Italien Armin Bauer qui a réussi le meilleur temps de skis.
Le lendemain, Kristjan Ilves domine à nouveau le concours de saut à skis. L'Estonien s'est posé à 106 m ce qui lui permet d'avoir 24 s d'avance sur les Autrichiens Florian Dagn et Christian Deutschl qui se sont posés à 103,5 m. Deuxième la veille, Bernhard Flaschberger est 32e après le saut. Kristjan Ilves fait, comme la veille, course en tête et n'est pas repris. Derrière, Tomaz Druml, sixième après le saut remonte en deuxième position juste devant l'Allemand David Welde. Bernhard Flaschberger remonte jusqu'à la quatrième place. L'Italien, Armin Bauer est à nouveau le plus rapide sur les kis ce qui lui permet de remonter de la 41e à la 8e place.

#### Planica

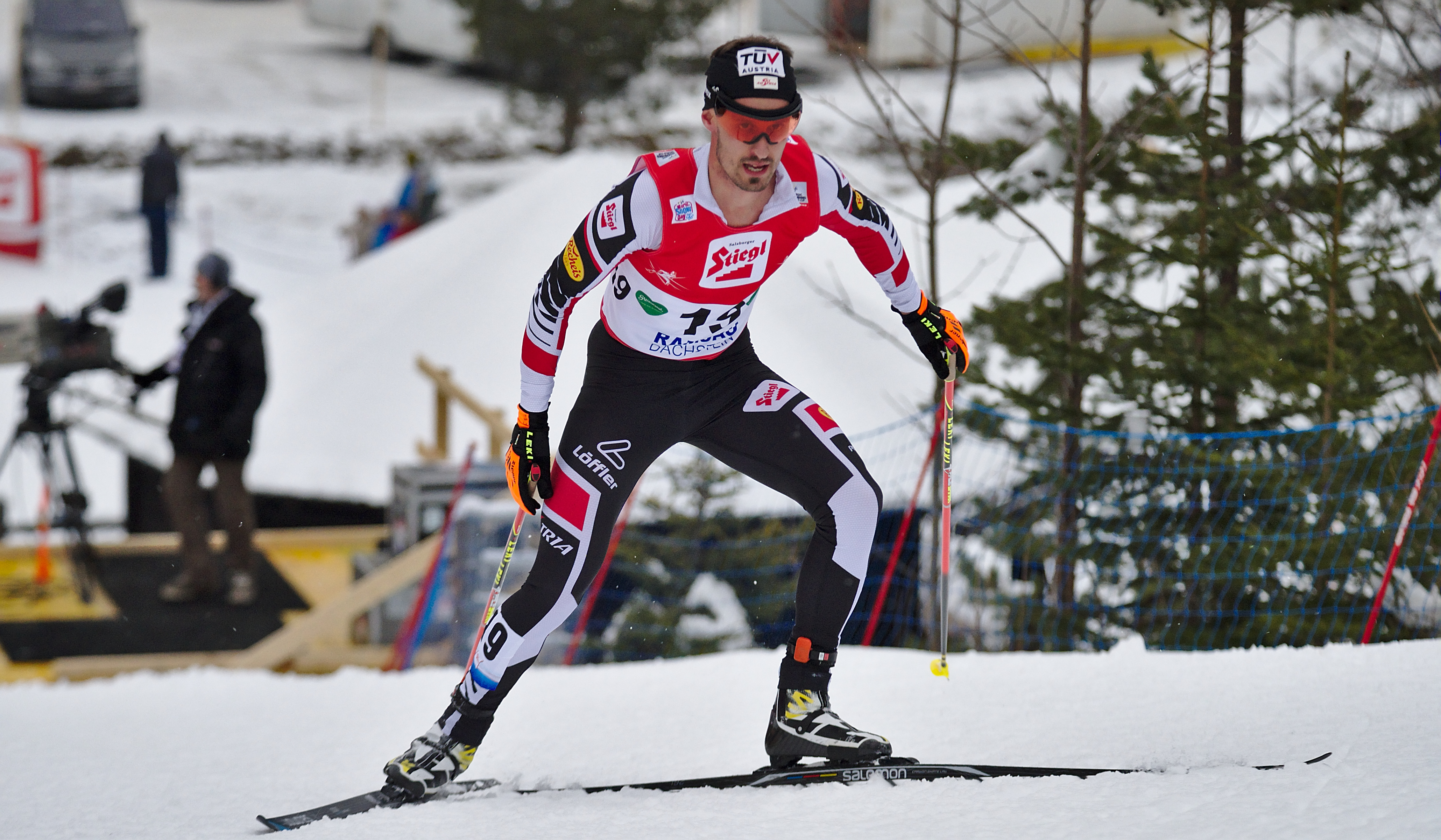
Lukas Klapfer est le vainqueur des deux courses de Planica.

Le même week-end, il se déroule également deux concours de la Coupe continentale de saut à ski 2017 (en) sur le Bloudkova velikanka. 59 athlètes représentant 13 nations sont engagés.
Lors de la première course, Marjan Jelenko et Terence Weber dominent avec 134,5 m le concours de saut et sont en tête. Harald Johnas Riiber est troisième à 26 s grâce à un saut de 133,5 m. Lukas Klapfer, non sélectionné pour les championnats du monde de ski nordique est quatrième à 28 s. Martin Fritz et David Welde sont tous les deux à une minute et 19 s. Lors de la course de fond, Lukas Klapfer rattrape Terence Weber et les deux athlètes font la moitié de la course ensemble. Ensuite l'Autrichien s'échappe et remporte la course devant l'Allemand,. Derrière, David Welde remonte et termine à la troisième place. Harald Johnas Riiber se classe finalement sixième avec le dix-huitième temps de ski.
Le lendemain, Terence Weber domine le concours avec un saut à 133,5 mètres. Il devance le Norvégien Harald Johnas Riiber qui a sauté à 136 mètres de quinze secondes. Lukas Klapfer, vainqueur la veille, est troisième à 37 secondes. L'Autrichien rejoint l'Allemand puis le lâche dans le dernier tour. Finalement, Lukas Klapfer l'emporte avec 8 secondes d'avance sur Terence Weber et 14,7 secondes d'avance sur Harald Johnas Riiber,. Les deux victoires de Lukas Klapfer lui permettent de finir la saison en coupe du monde.

#### Nijni Taguil

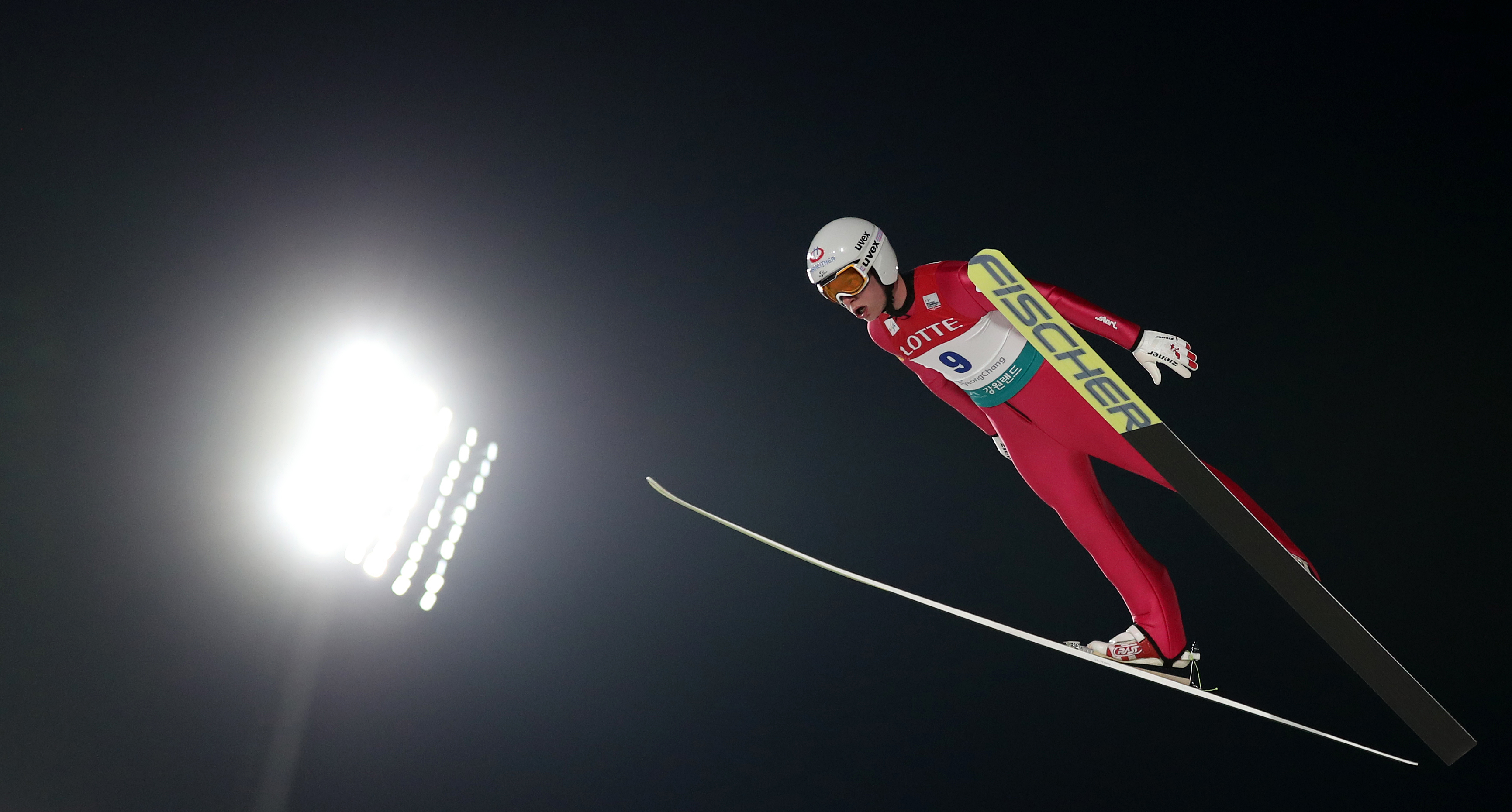
Martin Fritz remporte la coupe continentale pour la deuxième fois consécutive.

Le 10 mars 2017, Hisaki Nagamine domine le concours de saut sur le Tremplin Stork grâce à un saut de 99,5 m. Il devance son compatriote, Go Yamamoto, qui a sauté à 95 m. Celui-ci dispose de 18 s de retard. Tobias Simon, grâce à un saut de 91 m est à 21 s. Le leader du classement général, Martin Fritz, est cinquième à 23 s. Dans la course de fond, plusieurs groupes se forment. Le premier est mené par Martin Fritz. Derrière, Harald Lemmerer et Armin Bauer qui sont partis avec une minute et vingt secondes font la course ensemble et remontent progressivement jusqu'à la tête de la course. Le sprint est dominé par les Autrichiens, Harald Lemmerer et Martin Fritz. David Welde termine troisième juste devant l'Italien Armin Bauer.
Le lendemain, Hisaki Nagamine domine, à nouveau, le concours de saut avec un saut de 92,5 m. Tobias Simon qui a sauté à la même distance est à 20 s après le saut. Go Yamamoto est troisième à 46 s grâce à un saut de 94 m. Tobias Simon l'emporte grâce au 25e temps de ski. Derrière lui, un groupe composé de Bernhard Flaschberger, Lukas Runggaldier, Martin Hahn, Lukas Greiderer, Harald Johnas Riiber et Go Yamamoto se bat pour le podium. Au sprint, Bernhard Flaschberger devance Lukas Runggaldier. Hugo Buffard signe le meilleur temps de ski ce qui lui permit de remonter de la 36e à la 8e place.
Le 12 mars 2017, alors qu'une course composé de deux sauts et d'un 15 km devait avoir lieu, le vent oblige les organisateurs a disputé la course sous un format « classique » (un saut suivi d'un 10 km). Tobias Simon domine le concours de saut grâce à un saut à 98,5 m ce qui lui permet de disposer de 26 secondes d'avance sur le Japonais, Go Yamamoto qui a sauté à 102 m. Son compatriote, Hisaki Nagamine, est troisième grâce à un saut de 96 m et il se retrouve à 38 s. Les Russes, Ernest Yahin et Niyaz Nabeev suivent. Lors de la course de fond, Tobias Simon fait la course en tête et réussit à conserver 4,1 s d'avance sur Hugo Buffard. Celui est remonté de la 26e à la deuxième place grâce au meilleur temps de skis. Lukas Runggaldier termine troisième à 0,9 s du Français. Martin Fritz termine quatrième et David Welde est quant à lui cinquième.

### Bilan de la saison
Martin Fritz remporte pour la deuxième fois consécutive le classement général de la coupe continentale de combiné nordique. Il a marqué 687 points et il devance David Welde de 81 points et Tobias Simon de 220 points.
Martin Fritz se déclare heureux d'avoir remporté la compétition. En effet, son début de saison a été compliqué où il a été malade ce qui affecté ses performances sur les skis. À partir du milieu de la saison, son niveau est revenu ce qui lui permit de remporter le classement général de la compétition. Il est cependant déçu de ses performances en coupe du monde.
Tomaz Druml décide de changer de nationalité sportive. La Fédération autrichienne de ski (de) ne souhaitait plus l'inclure dans ces équipes sur la coupe du monde et la coupe continentale et il avait le choix d'arrêter sa carrière, de continuer à ses frais ou de changer de nationalité. Il quitte l'équipe autrichienne et rejoint la sélection slovène.
Thomas Kjelbotn prend sa retraite à l'issue de la saison.

## Classement général

### Individuel
| Rang | Nom                        | Points |
| ---- | -------------------------- | ------ |
| 01.  | Martin Fritz               | 687    |
| 02.  | David Welde                | 606    |
| 03.  | Tobias Simon               | 467    |
| 04.  | Lukas Runggaldier          | 466    |
| 05.  | Sindre Ure Søtvik          | 437    |
| 06.  | Tomaz Druml                | 426    |
| 07.  | Truls Sønstehagen Johansen | 392    |
| 08.  | Harald Johnas Riiber       | 390    |
| 09.  | Kristjan Ilves             | 360    |
| 10.  | Go Yamamoto                | 349    |
| 11.  | Michael Dünkel (de)        | 326    |
| 12.  | Lukas Runggaldier          | 309    |
| 12.  | Bernhard Flaschberger      | 306    |
| 14.  | Hugo Buffard               | 297    |
| 15.  | Thomas Jöbstl              | 294    |
| 16.  | Harald Lemmerer            | 274    |
| 17.  | Armin Bauer                | 247    |
| 18.  | Thomas Kjelbotn            | 238    |
| 19.  | Florian Dagn (de)          | 213    |
| 20.  | Lukas Klapfer              | 200    |
| 21.  | Tom Lubitz                 | 194    |
| 22.  | Ryota Yamamoto             | 182    |
| 23.  | Terence Weber              | 160    |
| 24.  | Maximilian Pfordte (de)    | 156    |
| 25.  | Jan Schmid                 | 146    |
| 26.  | Manuel Maierhofer          | 141    |
| 26.  | Espen Bjørnstad            | 141    |
| 28.  | Ben Loomis                 | 127    |
| 29.  | Lars Buraas                | 126    |
| 30.  | Jasper Good                | 109    |
| 31.  | Viacheslav Barkov          | 103    |
| 32.  | Jim Härtull                | 099    |
| 33.  | Martin Hahn                | 097    |

| Rang | Nom                 | Points |
| ---- | ------------------- | ------ |
| 34.  | Adam Cieslar        | 096    |
| 35.  | Jussi Salo (fi)     | 095    |
| 36.  | Noa Ian Mraz        | 094    |
| 36.  | Go Sonehara         | 092    |
| 38.  | Viktor Pasichnyk    | 091    |
| 39.  | Hisaki Nagamine     | 087    |
| 40.  | Matti Herola        | 079    |
| 41.  | Nicolas Didier      | 075    |
| 42.  | Samir Mastiev (no)  | 066    |
| 43.  | Philipp Blaurock    | 065    |
| 44.  | Paweł Słowiok       | 061    |
| 45.  | Raffaele Buzzi      | 059    |
| 46.  | Ernest Yahin        | 058    |
| 47.  | Sepp Schneider      | 056    |
| 48.  | Mikke Leinonen      | 054    |
| 48.  | Ben Berend          | 054    |
| 50.  | Ondrej Pazout       | 053    |
| 51.  | Einar Lurås Oftebro | 052    |
| 51.  | Kimura Yoshihiro    | 052    |
| 53.  | Adam Loomis         | 051    |
| 54.  | Karl-August Tiirmaa | 050    |
| 55.  | Stephen Schumann    | 048    |
| 55.  | Lukáš Daněk         | 048    |
| 57.  | Lars Ivar Skaarset  | 047    |
| 57.  | Tobias Haug         | 047    |
| 59.  | Mika Vermeulen      | 045    |
| 60.  | Marc-Luis Rainer    | 043    |
| 61.  | Hidefumi Denda      | 042    |
| 61.  | Simon Huettel       | 042    |
| 63.  | Vid Vrhovnik        | 038    |
| 63.  | Jonas Welde         | 038    |
| 65.  | Aaron Kostner       | 033    |
| 66.  | Wille Karhumaa      | 030    |

| Rang | Nom                        | Points |
| ---- | -------------------------- | ------ |
| 67.  | Simen Tiller               | 028    |
| 67.  | Espen Enger Halvorsen (no) | 028    |
| 69.  | Fabian Steindl             | 027    |
| 70.  | Niyaz Nabeev               | 026    |
| 70.  | Marjan Jelenko             | 026    |
| 72.  | Han Hendrik Piho           | 024    |
| 72.  | Leevi Mutru                | 024    |
| 72.  | Leon Šarc                  | 024    |
| 75.  | Dmytro Mazurchuk (no)      | 022    |
| 75.  | Martin Zeman               | 022    |
| 77.  | Timofey Borisov (no)       | 020    |
| 78.  | Tim Kopp                   | 019    |
| 79.  | Atte Kettunen              | 017    |
| 79.  | Jan Vytrval                | 017    |
| 81.  | Christian Deuschl          | 016    |
| 82.  | Atte Korhonen              | 013    |
| 83.  | Tom Balland                | 011    |
| 83.  | Luis Lehnert               | 011    |
| 83.  | Erik Hoerselmann           | 011    |
| 83.  | Mattia Runggaldier         | 011    |
| 87.  | Justin Moczarski           | 010    |
| 87.  | Park Je-un                 | 010    |
| 87.  | Philip Beikircher          | 010    |
| 90.  | Jens Lurås Oftebro         | 009    |
| 91.  | Olli Salmela               | 008    |
| 91.  | Vitalii Ivanov             | 008    |
| 93.  | Max Holland                | 007    |
| 93.  | Yuto Nakamura              | 007    |
| 95.  | Hans Neubert               | 005    |
| 95.  | Samuel Mraz (de)           | 005    |
| 97.  | Grant Andrews              | 004    |
| 97.  | Kail Piho                  | 004    |
| 99.  | Paweł Twardosz             | 003    |

### Coupe des Nations
Le classement de la Coupe des nations est établi à partir d'un calcul qui fait la somme de tous les résultats obtenus par les athlètes d'un pays dans les épreuves individuelles ainsi que dans le sprint par équipes.
| Rang | Nation       | Points |
| ---- | ------------ | ------ |
| 01.  | Autriche     | 3 157  |
| 02.  | Allemagne    | 2 261  |
| 03.  | Norvège      | 2 034  |
| 04.  | Japon        | 0811   |
| 05.  | Italie       | 0800   |
| 06.  | Estonie      | 0438   |
| 07.  | Finlande     | 0419   |
| 08.  | États-Unis   | 0393   |
| 09.  | France       | 0383   |
| 10.  | Russie       | 0281   |
| 11.  | Pologne      | 0160   |
| 12.  | Tchéquie     | 0140   |
| 13.  | Ukraine      | 0113   |
| 14.  | Slovénie     | 0088   |
| 15.  | Corée du Sud | 0010   |

## Résultats
| Étape | Date             | Épreuve        | Vainqueur               | Deuxième     | Troisième         | Leader du classement |
| ----- | ---------------- | -------------- | ----------------------- | ------------ | ----------------- | -------------------- |
| 1     | 16 décembre 2016 | HS 140 / 5 km  | Maximilian Pfordte (de) | Go Yamamoto  | Florian Dagn      | Maximilian Pfordte   |
| 2     | 17 décembre 2016 | HS 140 / 10 km | Tobias Simon            | Go Yamamoto  | Thomas Jöbstl     | Go Yamamoto          |
| 3     | 18 décembre 2016 | HS 140 / 10 km | Go Yamamoto             | Florian Dagn | Sindre Ure Søtvik | Go Yamamoto          |

| Étape | Date           | Épreuve       | Vainqueur                  | Deuxième                   | Troisième       | Leader du classement |
| ----- | -------------- | ------------- | -------------------------- | -------------------------- | --------------- | -------------------- |
| 4     | 7 janvier 2017 | HS 94 / 10 km | Truls Sønstehagen Johansen | Lukas Runggaldier          | Lukas Greiderer | Go Yamamoto          |
| 5     | 8 janvier 2017 | HS 94 / 10 km | Hugo Buffard               | Truls Sønstehagen Johansen | Martin Fritz    | Go Yamamoto          |

| Étape | Date            | Épreuve        | Vainqueur         | Deuxième     | Troisième       | Leader du classement |
| ----- | --------------- | -------------- | ----------------- | ------------ | --------------- | -------------------- |
| 6     | 14 janvier 2017 | HS 142 / 10 km | Lukas Greiderer   | Martin Fritz | Harald Lemmerer | Martin Fritz         |
| 7     | 15 janvier 2017 | HS 142 / 10 km | Sindre Ure Søtvik | Tomaz Druml  | Martin Fritz    | Martin Fritz         |

| Étape | Date            | Épreuve        | Vainqueur      | Deuxième    | Troisième       | Leader du classement |
| ----- | --------------- | -------------- | -------------- | ----------- | --------------- | -------------------- |
| 8     | 21 janvier 2017 | HS 100 / 10 km | Kristjan Ilves | David Welde | Espen Bjørnstad | Martin Fritz         |
| 9     | 22 janvier 2017 | HS 100 / 10 km | Martin Fritz   | Tomaz Druml | Kristjan Ilves  | Martin Fritz         |

|                                                                                       |  |  |  |  |  |  |
| Park City Championnats du monde junior de ski nordique 2017 (30 janvier au 5 février) |  |  |  |  |  |  |
|                                                                                       |  |  |  |  |  |  |

| Étape | Date            | Épreuve        | Vainqueur      | Deuxième              | Troisième    | Leader du classement |
| ----- | --------------- | -------------- | -------------- | --------------------- | ------------ | -------------------- |
| 10    | 11 février 2017 | HS 109 / 10 km | Kristjan Ilves | Bernhard Flaschberger | Adam Cieslar | Martin Fritz         |
| 11    | 12 février 2017 | HS 109 / 10 km | Kristjan Ilves | Tomaz Druml           | David Welde  | Martin Fritz         |

| Étape | Date            | Épreuve        | Vainqueur     | Deuxième      | Troisième            | Leader du classement |
| ----- | --------------- | -------------- | ------------- | ------------- | -------------------- | -------------------- |
| 12    | 18 février 2017 | HS 139 / 10 km | Lukas Klapfer | Terence Weber | David Welde          | Martin Fritz         |
| 13    | 19 février 2017 | HS 139 / 10 km | Lukas Klapfer | Terence Weber | Harald Johnas Riiber | Martin Fritz         |

| Étape | Date         | Épreuve        | Vainqueur       | Deuxième              | Troisième         | Leader du classement |
| ----- | ------------ | -------------- | --------------- | --------------------- | ----------------- | -------------------- |
| 14    | 10 mars 2017 | HS 100 / 10 km | Harald Lemmerer | Martin Fritz          | David Welde       | Martin Fritz         |
| 15    | 11 mars 2017 | HS 100 / 10 km | Tobias Simon    | Bernhard Flaschberger | Lukas Runggaldier | Martin Fritz         |
| 16    | 12 mars 2017 | HS 100 / 10 km | Tobias Simon    | Hugo Buffard          | Lukas Runggaldier | Martin Fritz         |